# Pestřenka trubcová
Pestřenka trubcová (Eristalis tenax) je dvoukřídlý hmyz z čeledi pestřenekovitých. Vyskytuje se v celé Evropě a byla zavlečena i do Severní Ameriky. Pro druh je používáno české synonymum včelice trubcová.

Pestřenkovití nebodají ani neštípou, jako zástupci dvoukřídlého hmyzu nemají žihadlo a ani ústní ústrojí není uzpůsobeno k bodání či kousání. Patří k významným opylovačům. Při vývoji procházejí proměnou dokonalou.

## Vzhled

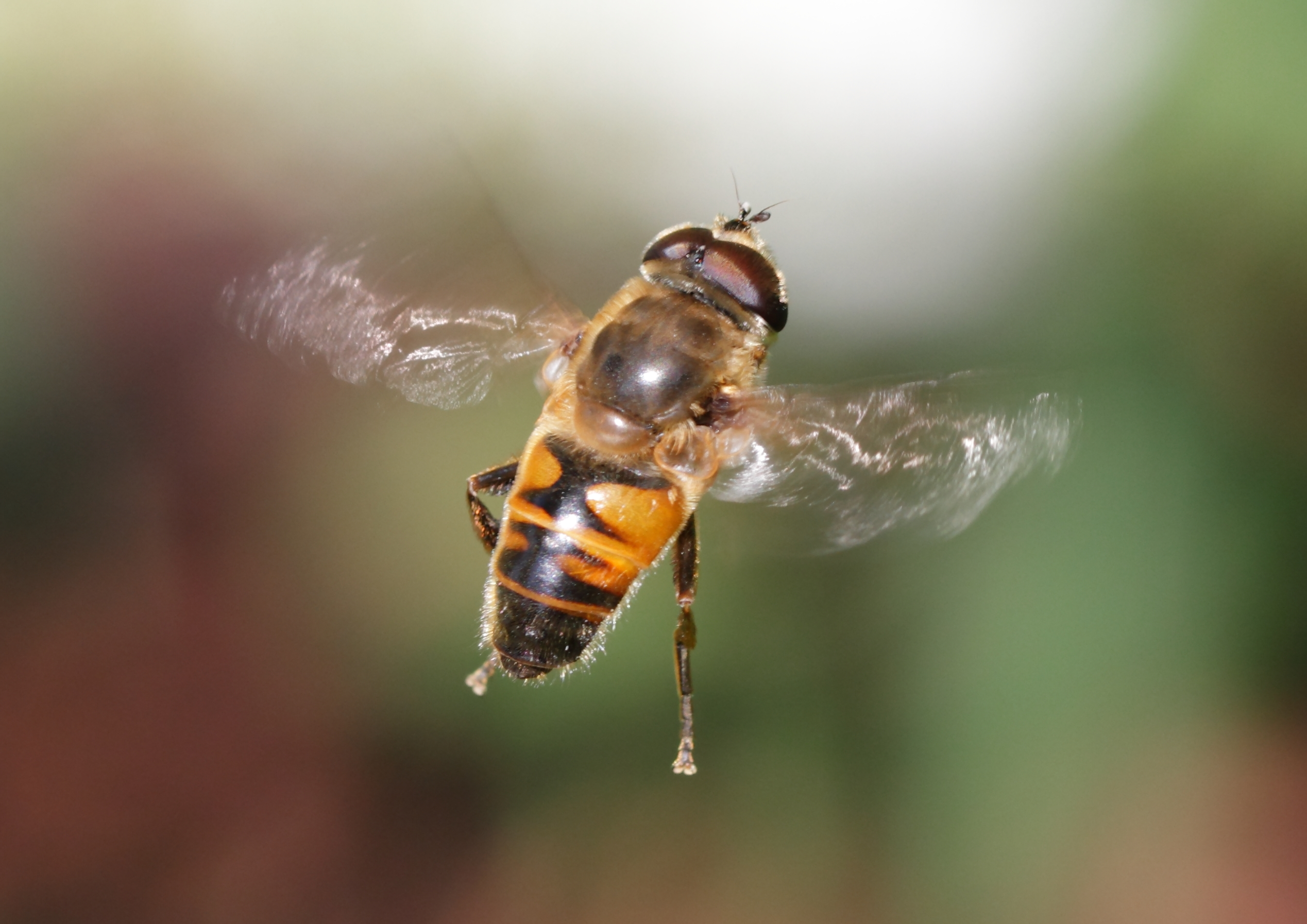
Letící pestřenka trubcová

Měří 15 až 20 mm. Má chlupatou hruď, zbarvení zadečku mívá značně proměnlivé. Někteří jedinci mají zadeček zčásti jasně žlutooranžový, zdobený tmavou kresbou, jiní jsou hnědaví, s kresbou rozmanitě utvářenou. Tvarem těla (někteří jedinci také zbarvením) připomíná včelího trubce, což dalo podnět k vytvoření českého druhového jména. Pestřenku trubcovou je možné odlišit podle dvou jasných skvrn na zadečku.

Larvy pestřenky trubcové jsou asi 2 mm dlouhé, bělavé, příp. šedavé, válcovité, s měkkým tělem vzadu prodlouženým v tenkou dýchací trubici dlouhou až 30 mm. Pomocí trubičky larva čerpá vzduch – jinak by se v bezkyslíkatém prostředí, v němž většinu života žije, udusila.

## Výskyt
Vyskytuje se na celém světě (kosmopolitní výskyt). V České republice je velmi hojným druhem hmyzu. Vyskytuje se na rozmanitých květech od jara do podzimu a za hezkého počasí ji lze spatřit i v říjnu a listopadu. Larvy se vyskytují v prostředí eutrofních vod, zejména s vysokým organickým znečištěním.

## Způsob života
Dospělá pestřenka trubcová (imago) žije v zahradách, sadech, na loukách atp., často u vodních ploch, především stojatých. Dospělí jedinci se živí nektarem kvetoucích rostlin, a lze je tedy pozorovat na slunných místech s kvetoucími rostlinami.

Larvy se vyvíjejí v eutrofizovaných vodách, odpadních vodách znečištěných organickými odpady, např. zemědělskými, ale i v běžných eutrofních vodách. Žijí v jímkách včetně silážních, v septicích včetně žump, suchých záchodech, táborových latrínách, na hnojištích, v močůvce atp. Živiny z vody získávají filtrováním (vodu čistí). Za příznivých podmínek se vyvíjejí velmi rychle, někdy ukončí růst již za deset dní. Před kuklením se rozlézají do blízkého okolí, zejména v podvečer. Kuklí se v kožce posledního stadia (tzv. puparium), v tvrdém soudečkovitém útvaru, z něhož se líhne dospělá pestřenka. Kuklí se na kamenech, zdech, stoncích rostlin aj.

Larvy se mohou uplatnit při šíření některých patogenů, např. mykobakterií. Přítomnost larev pestřenky trubcové je jedním z bioindikátorů znečištění vody.